# عبد الله السبيعي
عبد الله محمد السبيعي، لاعب كرة قدم سعودي يلعب حالياً في نادي الزلفي.

## مسيرة اللاعب
مثل نادي الاتفاق في الفئات السنية و انتقل إلى الشباب في عام 2014 و صعد للفريق الأول عام 2015 و أعاره الشباب إلى نادي ضمك عام 2017 و لكن تم فسخ عقده و لم يكمل الإعارة و عاد إلى الشباب و لعب بعدها مع نادي الرائد ونادي الخليج ونادي النجوم ونادي الصفا ونادي النهضة ونادي الزلفي.

## روابط خارجية
- عبد الله السبيعي على موقع Soccerway.com (الإنجليزية)